# Давид (српски летописац)
Давид (крај ХIV — поч. XV век), српски летописац, настављач и прерађивач тзв. старијег српског летописа, Житија и житељства краљева и царева српских, за који је између 1402. и 1405. написао подужи текст о кнезу Лазару — Благочастиви кнез Лазар. У њему се износи живот Лазарев, порекло и држање откако је преузео владарско жезло, његова добра дела и врлине, податак о подизању цркве Вазнесења Христовог и, најзад, појединости о продору Турака и нападу Муратовом на Косову. За развој косовске легенде занимљиво је да Давида мање занима пораз на Косову, него питање „да ли је издаја или суд божји узрок Лазареве смрти и пораза“ јер су се „судбинском предодређеношћу објашњавали догађаји у средњем веку, а казном божијом тумачиле последице и катастрофе“ (Ј. Ређеп). Утолико, због Лазаревог живота и племенитости, „ово лично пишчево питање има више интонацију недоумице и збуњености“ (Ђ. Трифуновић), па је летопис значајан због увођења мотива издаје у узроке косовског пораза.

## Превод на савремени српски језик
Благочастиви кнез Лазар, у: „Списи о Косову“, Београд, Просвета и СКЗ, 1993, Стара српска књижевност у 24 књиге, књ. 13.